# Мелоді Дауст
Мелоді Дауст (фр. Mélodie Daoust; 7 січня 1992 року, Салаберрі-де-Валліфілд, Квебек, Канада) — канадська хокеїстка. Олімпійська чемпіонка Ігор 2014 року.